# 2000年大阪府知事選挙
2000年大阪府知事選挙（2000ねんおおさかふちじせんきょ）は、大阪府の執行機関である大阪府知事を選出するため、2000年2月6日に投票が行われた選挙である。

## 概要
前年である1999年の12月に、当時の府知事である横山ノックが強制わいせつ罪で起訴されたことを理由に知事職を辞職したことに伴って実施された選挙である。1999年4月の前回選挙まで大阪府知事選挙は統一地方選挙の日程で実施されてきたが、この選挙以後は統一地方選挙では実施されなくなった（その後2019年3月の松井一郎知事の辞職（吉村洋文大阪市長と知事・市長のポジションを入れ替えるクロス選挙）により、統一地方選挙の日程に復帰した。そのため、今後府知事の任期途中での辞職等がなければ再び4年ごとに統一地方選挙の日程で府知事選挙が実施されることになる。）。この選挙戦は、自民党と公明党及び自由党、民主党など与野党が推薦した元官僚の太田房江と、共産党が推薦する大学名誉教授の鰺坂真、自民党大阪府連が推す学校法人専務理事の平岡龍人の事実上3候補による争いとなった。そして投開票の結果、与野党相乗りの太田が全国で初めての女性知事として初当選を果たした。
日程
告示日：1月20日
投票日：2月6日

## 立候補者
この選挙に立候補した者は以下の4名である。事実上、太田・鰺坂・平岡の主要3候補による争いとなった。
| 候補者       | 年齢 | 党派   | 新旧 | 推薦・支持党派                                 | 前職                     |
| ------------ | ---- | ------ | ---- | ---------------------------------------------- | ------------------------ |
| 鰺坂真       | 66   | 無所属 | 新人 | 日本共産党                                     | 関西大学名誉教授         |
| 太田房江     | 48   | 無所属 | 新人 | 自由民主党・民主党・公明党・自由党・改革クラブ | 元通商産業省審議官       |
| 羽柴誠三秀吉 | 50   | 無所属 | 新人 |                                                | ホテル経営者             |
| 平岡龍人     | 59   | 無所属 | 新人 | 自民党大阪府連・自由連合                       | 学校法人清風学園専務理事 |

出典：朝日新聞2000年1月20日付夕刊1面「大阪府知事選　4氏届け出」内の「大阪府知事選届け出候補」、『縮刷版』2000年1月号1001頁。
早々と、前年1999年の府知事選挙に出馬した鰺坂を擁立した共産党に対し、自民党や公明党、民主党は「非共産相乗り」で太田を擁立した。しかし独自候補の擁立にこだわった自民党大阪府連は党本部による頭越しでの太田の擁立決定に反発して、1月10日に独自候補の擁立を決定し、平岡を擁立したことで「非共産勢力」は分裂選挙となった。一方の民主党代表鳩山由紀夫（当時）が当初、自民・公明など政権与党との相乗りには難色を示したものの、結局地方組織に押し切られる形で太田の推薦を決定した。

## 選挙結果
投票率：44.58％（前回53.24％）
| 当落 | 候補者名     | 党派   | 新旧 | 得票数    | 得票率 |
| ---- | ------------ | ------ | ---- | --------- | ------ |
| 当選 | 太田房江     | 無所属 | 新人 | 1,380,583 |        |
|      | 鰺坂真       | 無所属 | 新人 | 1,020,483 |        |
|      | 平岡龍人     | 無所属 | 新人 | 574,821   |        |
|      | 羽柴誠三秀吉 | 無所属 | 新人 | 26,781    |        |

出典：朝日新聞2000年2月7日付1面「太田氏、初の女性知事」内の「確定得票」。『縮刷版』2000年2月号309頁
投開票の結果、自民党や公明党、民主党など共産党以外の政党が推薦した太田が、鰺坂と平岡を抑えて初当選を果たした。当選した太田は、関西経済連合や連合大阪など経済界や労働組合からの支持を得たばかりでなく、公明党の支持母体である創価学会からの全面的な支援を受け、無党派層からも女性を中心に一定の支持を得た。前年の知事選挙で92万票あまりを獲得し、再度の出馬となった鰺坂は「自自公」批判票を取り込み、無党派層では47％の支持を集めて首位に立つなど善戦したものの、基礎票で勝っている太田に36万票差で敗れた。そして平岡は政党相乗りや中央官僚への批判を展開したが、太田と鰺坂の戦いに埋没する形となり、自民党支持層に浸透しきれなかった。